# IC 357
IC 357 — галактика типу SBab () у сузір'ї Телець.
Цей об'єкт міститься в оригінальній редакції індексного каталогу.